# Lycksta
Lycksta är en tätort i Romfartuna socken i Västerås kommun, Västmanland. Orten är belägen 4 km väster om tätorten Tillberga och cirka 8 km norr om centrala Västerås.

## Befolkningsutveckling
| Befolkningsutvecklingen i Lycksta 2015–2020                                           | Befolkningsutvecklingen i Lycksta 2015–2020 | Befolkningsutvecklingen i Lycksta 2015–2020 | Befolkningsutvecklingen i Lycksta 2015–2020 | Befolkningsutvecklingen i Lycksta 2015–2020 |
| ------------------------------------------------------------------------------------- | ------------------------------------------- | ------------------------------------------- | ------------------------------------------- | ------------------------------------------- |
|                                                                                       |                                             |                                             |                                             |                                             |
| År                                                                                    |                                             |                                             | Folkmängd                                   | Areal (ha)                                  |
| 2015                                                                                  | 2015                                        |                                             | 206                                         | 34                                          |
| 2020                                                                                  | 2020                                        |                                             | 270                                         | 35                                          |
| Anm.: Ny tätort 2015, var före dess en småort som 2010 hade 138 invånare på 20 hektar |                                             |                                             |                                             |                                             |